# Sh2-230
Sh2-230 est une grande nébuleuse en émission visible dans la constellation du Cocher.
Elle est située dans la partie centre-sud de la constellation, dans une région très riche en champs d'étoiles à mi-chemin entre les étoiles ι Aurigae et θ Aurigae. La meilleure période pour son observation dans le ciel du soir se situe entre les mois d'octobre et de mars et est grandement facilitée pour les observateurs situés dans les régions de l'hémisphère nord de la Terre.
Sh2-230 a une très grande taille apparente, s'étendant sur au moins 5° dans une région déjà particulièrement riche en nébuleuses, parmi lesquelles se distinguent IC 405 et IC 410, Sh2-237 et de nombreux petits amas. Les estimations de sa distance sont basées sur les mesures des émissions moléculaires liées à la source de rayonnement infrarouge IRAS 05197+3355, qui ont donné une valeur d'environ 3 200 pc (∼10 400 al), plaçant ainsi cette nébuleuse dans le bras de Persée, avec tous les autres nuages visibles à proximité, probablement dans le voisinage de l'association Auriga OB2. Cependant, Sharpless et Avedisova indiquent que la nébuleuse pourrait être liée à l'association Auriga OB1 la plus proche, située à environ 2 000 pc (∼6 520 al). Avedisova rapporte également que l'étoile sous-géante bleue HD 35633 (classe spectrale B0.5IV), l'étoile bleue de la séquence principale HD 35653 (classe B0.5V), et la géante brillante HD 36212 (classe B3II) sont les étoiles ionisantes de la nébuleuse. Il convient de noter que Sharpless indique que les deux premières étoiles sont responsables de l'ionisation de la proche Sh2-234. Le catalogue Avedisova associe Sh2-230 à l'amas ouvert NGC 1907 et à plusieurs sources d'ondes radio.
La situation des associations OB dans la direction du Cocher semble plus complexe qu'on ne le pensait initialement : en effet, les deux principales associations identifiées, déjà alignées l'une derrière l'autre, seraient toutes deux formées par la somme de deux groupes stellaires distincts. Auriga OB1 comprend deux associations distinctes situées respectivement à 1 100 et 2 000 parsecs. Auriga OB2 comprend à son tour deux associations, dont la plus proche serait située à environ 3 000 pc (∼9 780 al), dans une région donc proche de Sh2-230, tandis que l'association la plus éloignée est située à environ 6 000 pc (∼19 600 al), au niveau du Bras du Cygne.